# Медаль «За виняткову хоробрість»
Медаль «За виняткову хоробрість»  - нагорода Національного управління з аеронавтики і дослідження космічного простору. Нагорода вручається особам, які, незважаючи на власну небезпеку та можливу загрозу життю, зробили дії, які запобігли втраті людського життя або власності США.